# Tughluq-Timur-Mausoleum

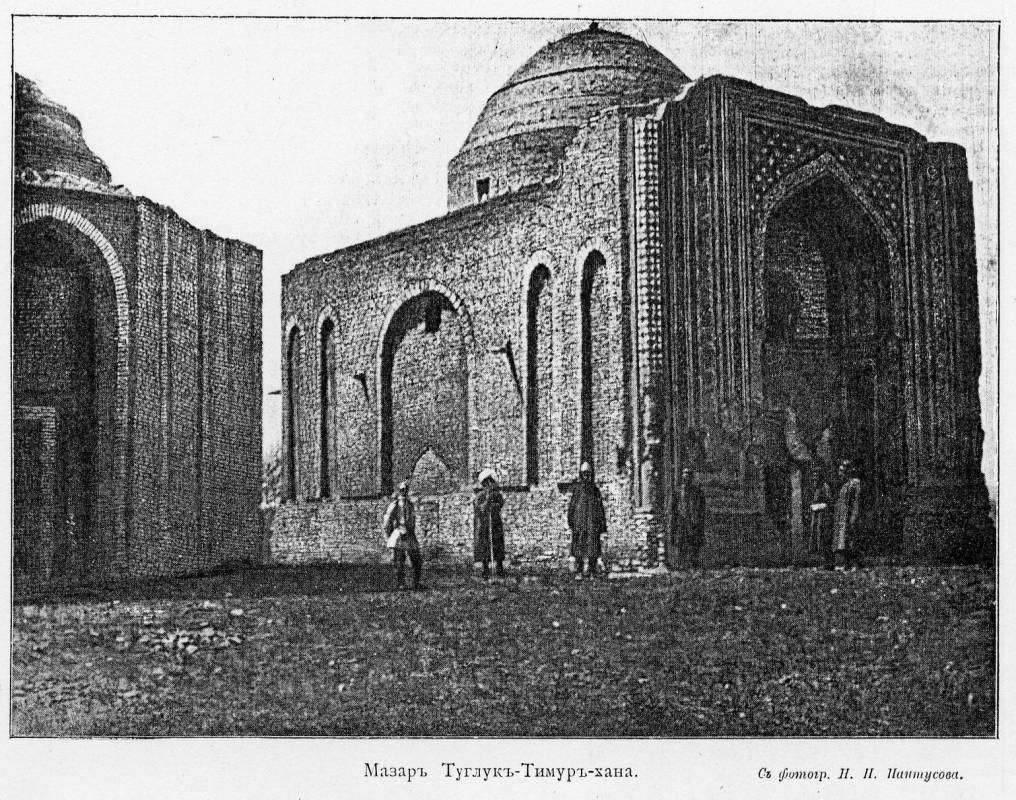
Tughluq-Timur-Mausoleum

Das Tughluq-Timur-Mausoleum oder Tughluq-Temür-Mausoleum usw. (chinesisch 吐虎鲁克•铁木尔汗麻扎, Pinyin Tǔhǔlǔkè Tiěmù’ěr hán mázhā, englisch Tughluq Temür Mausoleum/Tughluq Tömur Khan mazar/etc.) im Kreis Huocheng des Autonomen Gebiets Xinjiang, Volksrepublik China, ist das Grab (mazar) des Tschagatai-Khans Tughluq Timur († 1363). 
Timur Khan war ein Nachfahre des Dschingis Khan in der 7. Generation; dieses Grab ist das einzige Grab islamischer Bauart aus der Zeit der Mongolen-Dynastie (Yuan-Dynastie) in Xinjiang.  Es ist mehr als sechshundert Jahre alt und aus glasierten Ziegeln (youzhuan) erbaut, die Dutzende Kamele aus Zentralasien herbeigetragen haben sollen.
Das Mausoleum steht seit 2001 auf der Liste der Denkmäler der Volksrepublik China (5-194).